# Tommy Franks

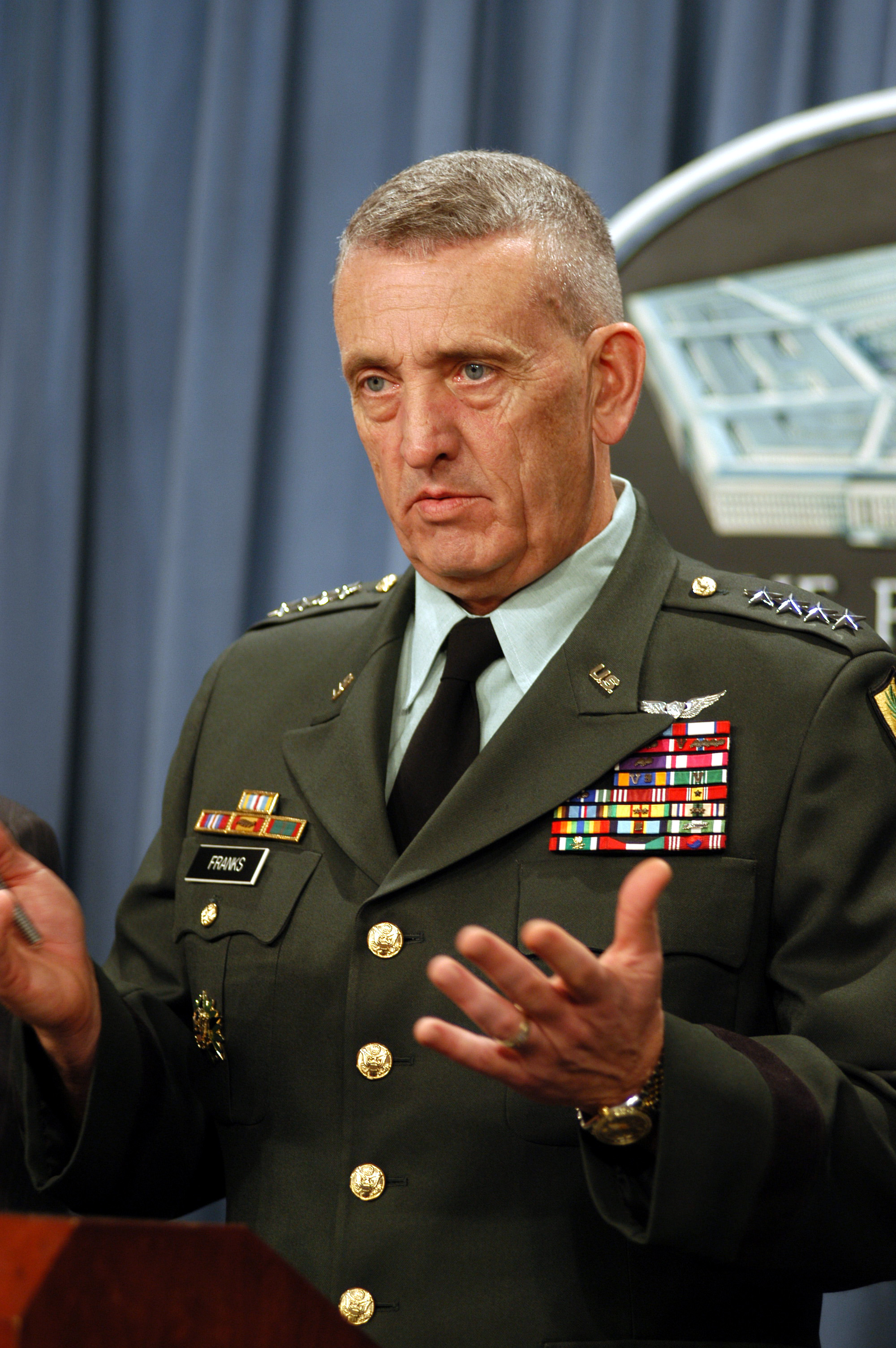
General Franks in einer Pressekonferenz, 2003

Tommy Ray Franks (* 17. Juni 1945 in Wynnewood, Oklahoma) ist ein ehemaliger General der US Army und war von 2000 bis 2003 Oberkommandierender des US Central Command (CENTCOM). Als Kommandeur des CENTCOM war er zuständig für die Planung und Durchführung der Invasion in Afghanistan (2001) und des Irakkrieges (2003) im Rahmen des Krieges gegen den Terror.

## Militärische Laufbahn
General Franks besuchte das Armed Forces Staff College, das US Army War College und hat einen Bachelor of Business Administration der University of Texas sowie einen Master of Science in Öffentlicher Verwaltung von der Shippensburg University.

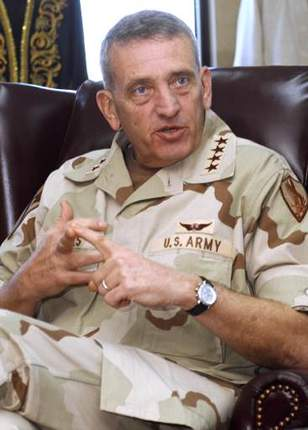
General Franks im Interview, 2002

1967 schloss Franks die Artillery Officer Candidate School in Fort Sill, Oklahoma ab und diente danach in verschiedenen Truppenverwendungen im Vietnamkrieg, darunter als vorgeschobener Beobachter, Feuerunterstützungsoffizier und assistierender Generalstabsoffizier S3 der 9. US-Infanteriedivision.
Nach dem Abschluss am Armed Forces Staff College wurde er 1976 in das Verteidigungsministerium der Vereinigten Staaten versetzt und diente dort als Ermittler in der Ermittlungsdivision des US Army Inspector General. 1977 wurde er dem Büro des Chief of Staff of the Army unterstellt und arbeitete dort im Congressional Activities Team. Von 1981 bis 1984 diente er in Westdeutschland und kommandierte das 2. Bataillon des 78. US-Feldartillerieregiments.
Er nahm 1990 und 1991 als assistierender Divisionskommandeur (Manöver) der 1. US-Kavalleriedivision am Zweiten Golfkrieg teil. 1992 war er der erste Direktor der Louisiana Maneuvers Task Force im Büro des Chief of Staff of the Army. Diesen Posten behielt er bis 1994. Dann wurde er nach Südkorea zum dortigen Kommandostab versetzt.
Von 1995 bis 1997 war Franks als Kommandierendem General die 2. US-Infanteriedivision der 8. US-Armee in Korea unterstellt. Am 30. Mai 1997 übernahm er dann das Kommando über die 3. US-Armee  in Atlanta, Georgia und damit auch das Kommando über die US Army Forces Central Command. Im Juni 2000 wurde Franks schließlich zum General befördert und am 6. Juli als Kommandeur des US Central Command eingesetzt. Er folgte Anthony C. Zinni in der Position.
Seinen Rücktritt reichte Franks am 22. Mai 2003 ein. Der Verteidigungsminister Donald Rumsfeld bot ihm dem Posten des Chief of Staff of the Army an, Franks lehnte jedoch ab. Nach seiner Militärlaufbahn nahm einen Aufsichtsratsposten bei der Bank of America an.

## Auszeichnungen
Auswahl der Dekorationen, sortiert in Anlehnung der Order of Precedence of Military Awards:
- Defense Distinguished Service Medal (3 ×)
- Army Distinguished Service Medal (2 ×)
- Legion of Merit (3 ×)
- Bronze Star (5 ×)
- Purple Heart (3 ×)
- Meritorious Service Medal (7 ×)
- Air Medal (9 ×)
- Army Commendation Medal
- Army Achievement Medal (2 ×)
- National Defense Service Medal (2 ×)
- Vietnam Service Medal (3 ×)
- Southwest Asia Service Medal (3 ×)
- Presidential Medal of Freedom
- Knight Commander of the Order of the British Empire

## Veröffentlichungen
- Tommy Franks, Malcolm McConnell: American Soldier, ReganBooks, New York 2004, ISBN 0-06-073158-3.
- Tommy R. Franks & Patricia S. Hollis: Deception, Firepower and Movement. Field Artillery, June 1991: pp. 31-34. Interview with Assistant Division Commander, 1st Cavalry Division.